# Osem Investments Limited
Osem Investments Limited (en hebreu: אסם) juntament amb les seves empreses filials, desenvolupa, fabrica, ven, comercialitza, i distribueix productes alimentaris a Israel, Europa, i Estats Units. El departament d'alimentació de la companyia produeix pasta, cuscús, sopa, productes per fornejar, salses, productes enllaunats, menjars preparats, substituts de la carn, i amanides.
El departament de forn de pa, begudes, snacks i cereals per esmorzar produeix: productes de forn de pa, crackers, pastissos, galetes, cafè instantani, càpsules de cafè, xarop per a begudes, xocolata desfeta, cereals per esmorzar, barres de cereals i snacks amb: blat, cacauet, patata, i blat de moro.
El departament internacional de la companyia fabrica productes alimentaris congelats i refrigerats, entre ells les amanides de la marca Tribe.
El departament d'aliments infantils produeix productes de nutrició infantil, cereals per a nadons, puré, galetes, i pasta per a infants. El departament de regals de la companyia fabrica productes que es venen en indrets com: hotels, cafeteries, restaurants, empreses de càtering, i en comerços. El departament de serveis produeix te, gelats, menjar per animals, i altres productes. La companyia va ser fundada en 1942, i la seva seu central es troba a Shoham, Israel. Osem Investments Limited funciona com una empresa filial de Nestlé.